# Godło Baszkortostanu

Godło Baszkortostanu

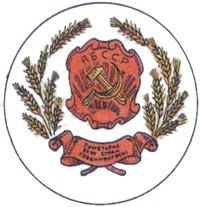
Godło Baszkirskiej ASRR (1925–1937)

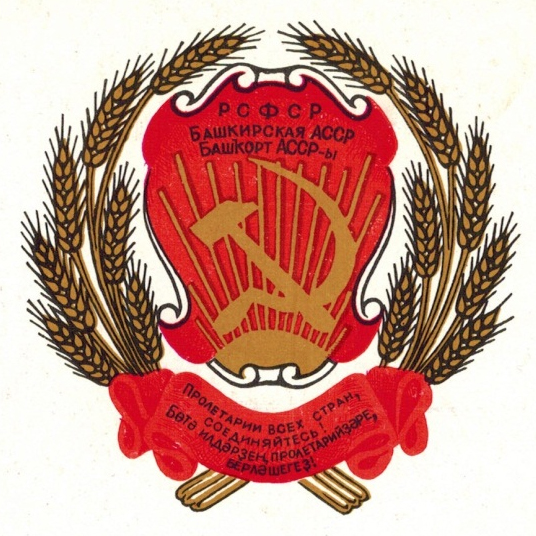
Godło Baszkirskiej ASRR (1937–1978)

Godło Baszkirskiej ASRR (1978–1990)

Godło Baszkortostanu ma formę okrągłej tarczy. Głównym jego elementem jest pomnik barszkirskiego poety, żołnierza i bohatera narodowego Saławata Jułajewa, znajdujący się w stolicy republiki – Ufie. W godle, na cokole pomnika umieszczony jest widoczny także na fladze Baszkortostanu tzw. kuraj – solanka kolczysta – w miejscowej kulturze, symbolizująca przyjaźń. Jej siedem płatków oznacza siedem plemion, które zjednoczywszy się, utworzyły naród baszkirski. 
W tle pomnika znajduje się wschodzące słońce. U narodów północno-wschodniej Europy jego wizerunek ma pozytywne konotacje związane ze szczęściem, powodzeniem itp. i jest często spotykany w godłach i na flagach republik rosyjskich (patrz: np. godło Mari El, flaga Mordowii). Umieszczenie wschodzącego słońca w godle kraju oznaczać ma także odrodzenie, nowy początek dla narodu i kraju. Całość otaczają zarysy typowego baszkirskiego ornamentu.
U dołu godła znajduje się wstęga w barwach narodowych republiki; środkowa jej część zawiera napis cyrylicą z nazwą kraju.

## Godło Baszkirii w okresie Związku Radzieckiego
Obowiązujący za czasów Związku Radzieckiego symbol Baszkirii tj. ówczesnej Baszkirskiej ASRR w żaden sposób nie nawiązywał do specyfiki kraju. Był on nieznacznie zmienionym godłem Rosyjskiej FSRR, której część stanowiła Baszkirska ASRR. Godło to zawierało typowe elementy godeł republik związkowych ZSRR. W centralnym miejscu umieszczona była czerwona tarcza a na niej – złoty sierp i młot – symbol sojuszu robotniczo chłopskiego oraz najważniejszy element godła Związku Radzieckiego, a pod nimi – wschodzące słońce – mające wyrażać świt, początek nowej ery w życiu kraju. W górnej części tarczy znajdowały się litery PCФCP (skrót od Российская Советская Федеративная Социалистическая Республика – Rosyjska Federacyjna Socjalistyczna Republika Radziecka). Całość otoczona była przez wieniec złożony z 14 kłosów zboża. Umieszczenie symbolu zboża w godle z jednej strony podkreślało znaczenie rolnictwa, a zwłaszcza tych właśnie roślin dla gospodarki kraju oraz symbolizowało dobrobyt, a z drugiej – nawiązywało do graficznego wyglądu godła ZSRR. U góry, u zbiegu obu wieńców umieszczono czerwoną pięcioramienną gwiazdę – oznaczającą zwycięstwo komunizmu w pięciu częściach świata, natomiast u dołu, na czerwonej wstędze znajdowało się wezwanie do jedności proletariatu. 
Modyfikacja ówczesnego baszkirskiego godła w stosunku do symbolu Rosyjskiej FSRR polegała na umieszczeniu na nim dwujęzycznego (rosyjskiego i baszkirskiego) napisu z częściowo skróconą nazwą baszkirskiej autonomii oraz dwujęzycznym wezwaniu do jedności proletariatu – Proletariusze wszystkich krajów, łączcie się! (w godle Rosyjskiej FSRR napis ten był tylko w wersji rosyjskojęzycznej).